# Skoll (satélite)
Skoll (pronunciado [ˈskɒl] o, en Noruego, AFI: [skœlː]) o Saturno XLVII (designación provisional S/2006 S 8) es una luna de Saturno. Su descubrimiento fue anunciado por Scott S. Sheppard, David C. Jewitt y Jan Kleyna el 26 de junio de 2006, mediante observaciones realizadas entre el 5 de enero y el 30 de abril de 2006.
Skoll tiene cerca de 6 kilómetros de diámetro (con un albedo de 0,04) y orbita a Saturno a una distancia media de 17.600.000 km en 869 días, con una excentricidad muy alta y baja inclinación.
Fue nombrada en abril de 2007 como Sköll, un lobo gigante de la mitología nórdica, hijo de Fenrisulfr y hermano gemelo de Hati.